# Beovoz

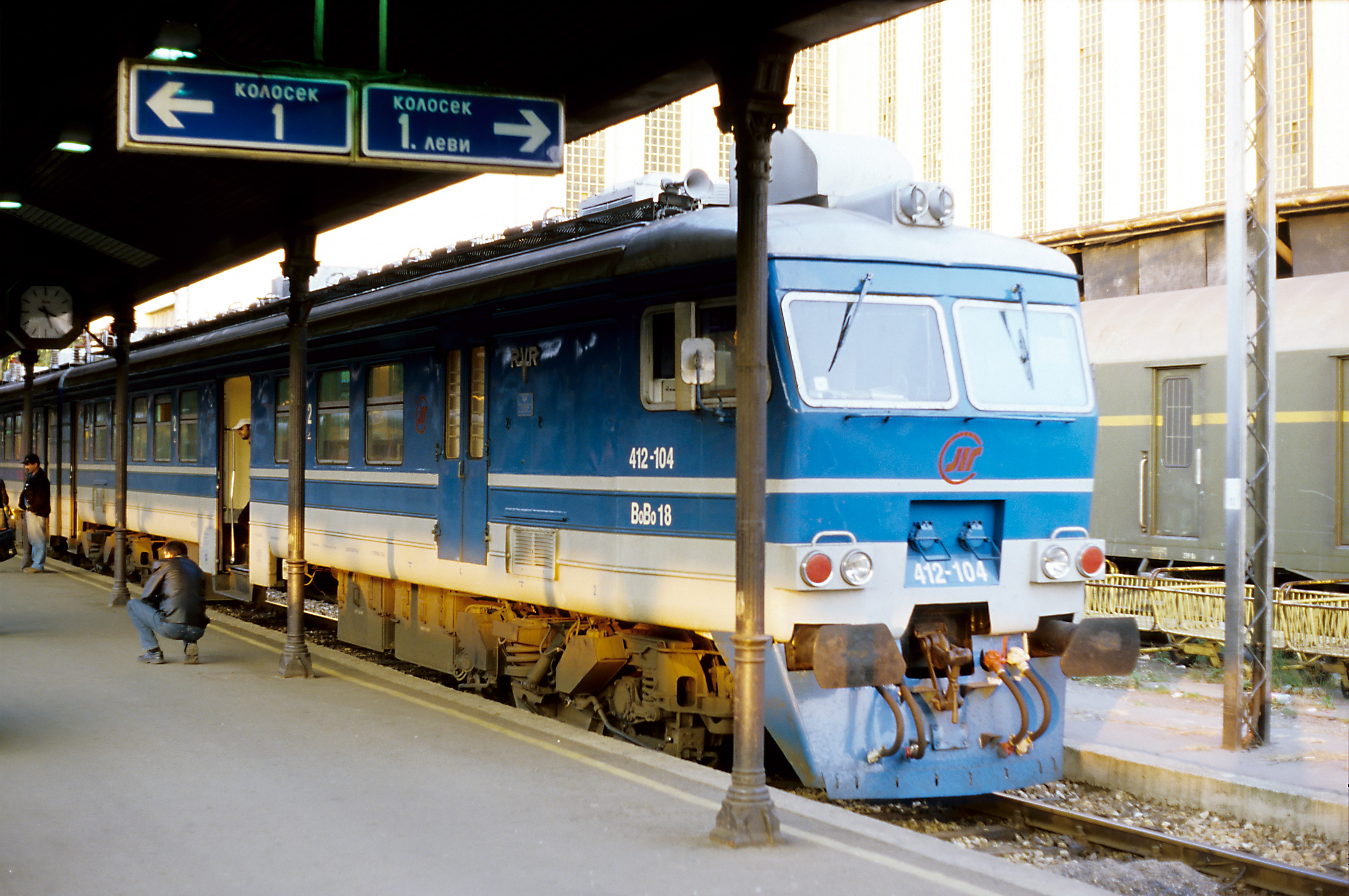
Беовоз

Beovoz (Беовоз) fue un sistema de transporte público de cercanías que prestaba servicios en el área metropolitana de Belgrado (Serbia). Se utilizaba principalmente para conectar los suburbios con el centro de Belgrado. Beovoz estaba operado por Ferrocarriles Serbios. 
El sistema de tren de Belgrado conecta los suburbios y ciudades cercanas al oeste, norte y sur de la ciudad. Su centro de control de operaciones se encontraba en la Estación Central de Belgrado, también conocida como Prokop.

## Historia
El sistema de tránsito público de Beovoz comenzó a operar en 1992, durante la disolución de Yugoslavia. 

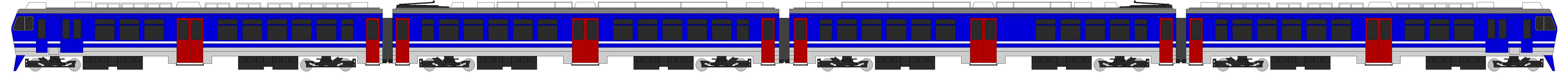
Diagrama Beovoz.

Dejó de operar en 2013.[cita requerida]

## Pasajeros

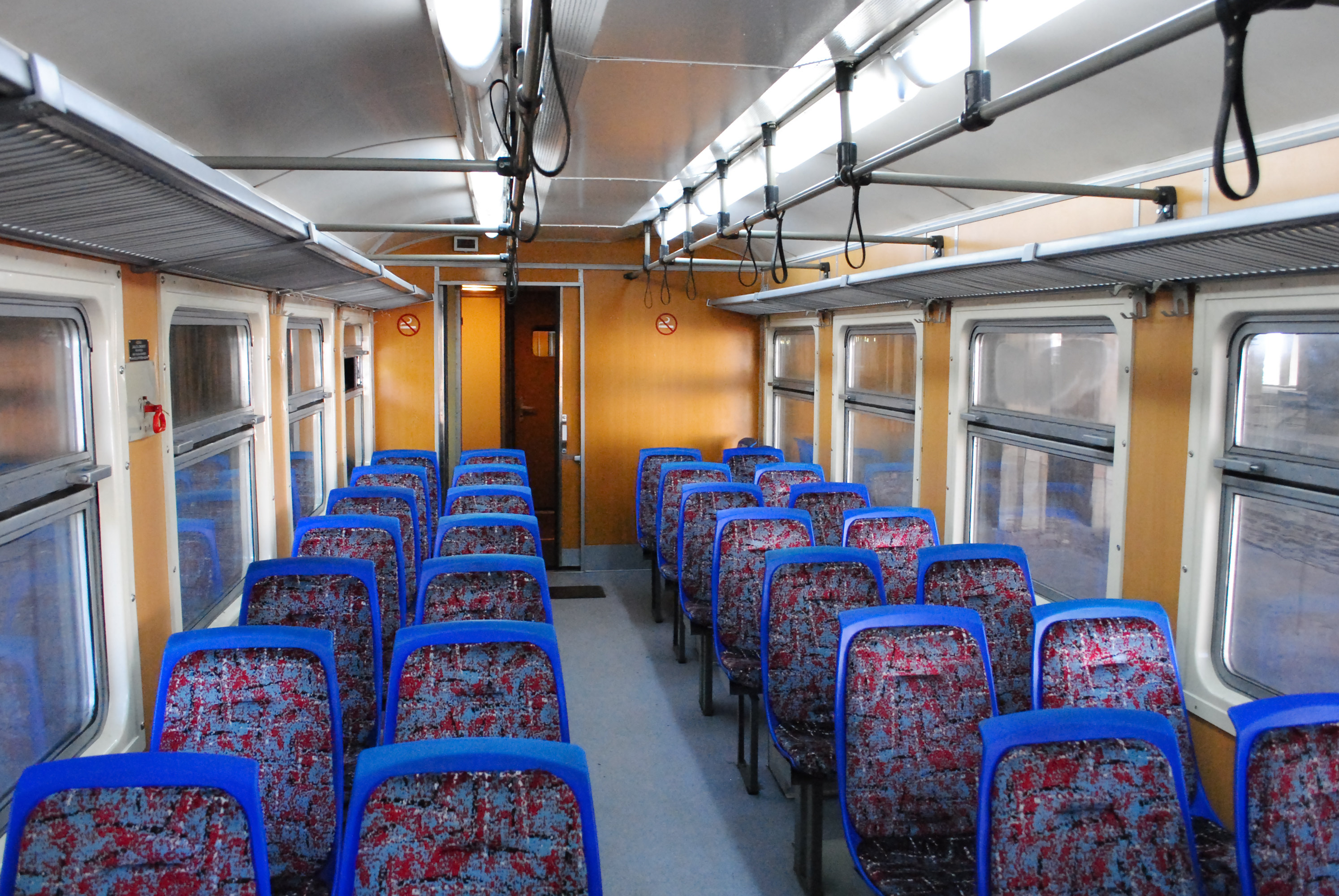
Interior de uno de los trenes.

Beovoz manejó 6,182,000 pasajeros en 2006. En 2007, se proyectó que el sistema manejaría 7,078,000 pasajeros.